# 내 안에 우는 바람
"내 안에 우는 바람"(Wind Echoing In My Being)은 한국에서 제작된 전수일 감독의 1997년 드라마 영화이다. 이충인 등이 주연으로 출연하였고 전수일 등이 제작에 참여하였다. 1997년 칸 영화제의 주목할 만한 시선 부문에서 상영되었다.

## 출연

### 주연
- 이충인
- 박철
- 김옥자
- 조재현
- 김명조
- 유순철
- 조학자
- 조영진
- 권남욱

### 조연
- 김명곤
- 최정운
- 최헌곤
- 김남화
- 박성수
- 이재용
- 박성진
- 김성순
- 김명곤
- 최헌곤
- 박태룡
- 추율석
- 문정임
- 윤순임
- 김남화
- 조은하
- 전용선
- 김상오
- 박해도

## 기타
- 제작지휘: 김상오
- 제작지휘: 박찬형
- 제작부: 박상훈
- 제작부: 박지원
- 제작부: 백송혜
- 제작부: 배현
- 촬영부: 박용수
- 촬영부: 박재홍
- 촬영부: 조기영
- 촬영부: 김태성
- 촬영부: 이혜경
- 촬영부: 박상훈
- 촬영부: 서용덕
- 촬영부: 은영철
- 조명: 이승구
- 조명: 임재국
- 조명부: 김계중
- 조명부: 정성면
- 조명부: 김유신
- 조명부: 문형준
- 조명부: 정승면
- 연출부: 김성남
- 연출부: 추율석
- 연출부: 조은하
- 연출부: 서용준
- 연출부: 신건
- 연출부: 고영수
- 연출부: 천성훈
- 연출부: 김진민
- 연출부: 김이고
- 연출부: 정경진
- 연출부: 은영철
- 연출부: 강병오
- 스크립터: 전용선
- 스크립터: 강소원
- 조감독: 이정애
- 조감독: 이주호
- 조감독: 남지웅
- 동시녹음: 손규식
- 동시녹음: 박혁곤
- 믹싱: 양대호
- 미술: 이정애
- 분장: 김유임
- 분장: 이형자
- 녹음부: 이태곤
- 녹음부: 반영기
- 녹음부: 김경록
- 진행: 박진호
- 진행: 김홍백
- 진행: 이현철
- 진행: 변종혁